# Taxe de cacheroute
À ne pas confondre avec l'impôt juif prélevé par les empereurs romains après la première guerre judéo-romaine
La taxe de cacheroute est une taxe perçue par les rabbinats en échange d'une certification casher de divers produits ainsi que de restaurants.

## Aux États-Unis
Dans un article datant de décembre 2010 du BloombergBusinessweek, le rabbin Moshe Elefant explique que lorsqu'une compagnie comme Pittsbury demande une certification kosher, ce sont des milliers d'ingrédients produits par des centaines de compagnies qui nécessitent une certification. Le rabbin Yosef Wikler, éditeur du Kashrus Magazine, affirme pour sa part que les quelque 600 organes de certification kosher américains rapportent aux alentours de 200 millions de dollars U.S. par année.
Le coût réel pour les consommateurs est généralement infime,; en 1975, le coût pour obtenir le certificat de cacheroute a été estimé par The New York Times comme égal à un 6,5 millionième (0,0000065) de cent par article pour un produit typique. Ceci est plus que compensé par les avantages d'être certifié. La certification conduit à une augmentation des revenus des ventes en ouvrant le marché additionnel des Juifs qui observent la cacheroute, des musulmans qui mangent halal et des végétariens, des Adventistes du Septième Jour et de tous ceux qui ont une intolérance au lactose et qui ne peuvent pas absorber de produits laitiers (les produits certifiés parve répondent à ce critère),,. Selon le rabbin et historien Berel Wein, « Le coût du certificat de cacheroute est toujours considéré comme une dépense publicitaire et jamais comme une dépense de fabrication ». De plus, selon les mêmes sources, si la certification de cacheroute n'était pas profitable aux industriels, alors ceux-ci ne se seraient certainement pas lancés dans une telle procédure de certification. Il semblerait même que l'augmentation des ventes due au certificat de cacheroute aurait fait au contraire baisser le coût des produits,.
L'obtention du certificat prouvant qu'un produit est kascher est une décision volontaire prise par la société désirant des ventes supplémentaires de clients (juifs et non-juifs) qui regardent la certification kascher lors de leurs achats, et est actuellement particulièrement recherchée par les services de marketing des sociétés agro-alimentaires. Les coûts payés pour l'obtention du certificat servent à couvrir les frais de vérification et de contrôle effectués et non pour des causes sionistes ou pour Israël.

### Allégations du Ku Klux Klan et d'organisations antisémites
Selon le Ku Klux Klan les industries agro-alimentaires seraient « obligées de payer un prix exorbitant pour obtenir une attestation de cacheroute sur leurs produits (souvent symbolisée par un K ou un U encerclé) qui indique que le produit est cachère; ce coût serait répercuté sur les consommateurs dans ce qu'ils qualifient de kosher tax ». Cette taxe serait selon eux « extorquée » aux compagnies alimentaires « sous la menace d'un boycott »,,,,,,,,,, et utilisée pour « soutenir le sionisme et l'état d'Israël ». Des organisations antisémites incitent les consommateurs à éviter ces taxes juives en boycottant les produits ayant obtenu une certification de cacheroute, ou en demandant le remboursement de la taxe au gouvernement sur leur déclaration de revenus.

## France
Durant un débat sur un rapport d'information de la mission sénatoriale d'information sur la filière viande en France et en Europe, Sylvie Goy-Chavent, rapporteure de la mission a souligné que la taxe perçue par le consistoire de Marseille pour l’attribution du certificat de cacheroute dans cette ville représente 40 % de son budget annuel de 3 millions d’euros.
Elle a demandé au président du Consistoire central israélite de France, Joël Mergui, des éclaircissements sur le montant et l’utilisation de cette taxe. Sa réponse fut que : « Les ressources dégagées par l’abattage, c’est-à-dire les redevances versées, permettent simplement de couvrir les frais, notamment ceux qui concernent la surveillance de l’abattage. Certains consistoires importants comme celui de Paris parviennent à dégager par ce biais des ressources plus importantes qui permettent de mieux faire fonctionner l’ensemble de nos services ».
En juillet 2013 Sylvie Goy-Chavent a proposé l'instauration d'un étiquetage obligatoire du mode d'abattage notamment pour ceux prescrits par les rituels casher et halal. Cette proposition a été jugée « stigmatisante » pour Fabrice Haccoun et Lynda Asmani de l’UDI.

## Au Québec
Selon un reportage de l'émission J.E. diffusé sur la chaine TVA le 11 mai 2007, les coûts d'adaptation de la production seraient assez importants et se compteraient en dizaines de milliers de dollars canadiens. Toujours selon le reportage, seulement 35 % des 100 000 juifs (sur les 7,8 millions de québécois) du Québec respecteraient les règles de la cacheroute, donc 0,5 % de la population totale.